# Lorenz von der Auferstehung

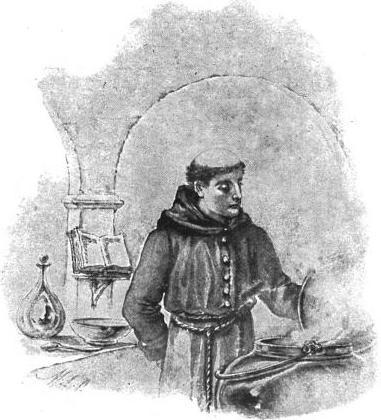
Bruder Lorenz in der Küche (Darstellung um 1900)

Bruder Lorenz von der Auferstehung, mit bürgerlichem Namen Nicolas Herman (Laurent de la Résurrection; * 1614 in Hériménil, Herzogtum Lothringen, Heiliges Römisches Reich; † 12. Februar 1691 in Paris, Frankreich) war ein französischer Karmelit und Mystiker.

## Leben und Wirken
Herman wuchs in Hériménil bei Lunéville im Herzogtum Lothringen auf, das damals zum Heiligen Römischen Reich gehörte. Mit 18 Jahren hatte er eine spirituelle Erfahrung der Größe Gottes beim Betrachten eines entlaubten Baumes und der Vorstellung, dass dieser bald wieder belaubt, in Blüte und mit Früchten dastehen würde.
Im Dreißigjährigen Krieg wurde er Soldat im Heer des lothringischen Herzogs, der erfolglos gegen die Franzosen und Schweden kämpfte. 1635 wurde er beim Angriff der Schweden auf Rambervillers schwer verletzt und trug eine Lähmung eines Beins davon. Er lebte zunächst als Eremit, dann als Diener eines Adligen.
1640 ersuchte er um Aufnahme als Laienbruder bei den Unbeschuhten Karmeliten an der Rue de Vaugirard in Paris (heute Institut Catholique de Paris) und erhielt den Ordensnamen Lorenz von der Auferstehung. 1642 legte Bruder Lorenz die Profess ab.
Sein Lebensmotiv war es, die beständige göttliche Gegenwart zu erspüren und zu erfahren. Bruder Lorenz wollte alle Tätigkeiten aus Liebe zu Gott verrichten und ihm zu Diensten sein. „Gott braucht nichts; Gott hat mich nur für sich geschaffen; ich werde alles für alles geben und so leben, als gäbe es nur Gott und mich; ich möchte nichts tun, was Gott missfällt, ich möchte, dass alles, was ich tue, Gott gefällt; darum werde ich alles, was ich zu tun habe, aus Liebe zu Gott machen.“ So verblassten Selbstzweifel, Unsicherheit und Leiden, die er auch kannte. Nach dem Noviziat erhielt er die Aufgabe als Koch für die etwa 100 Personen des Klosters. Diese Tätigkeit übte er 15 Jahre lang aus, obwohl er sie nicht sonderlich mochte. Deshalb betete er vor, während und nach der Arbeit. Ein Gebet lautete: „Mein Gott, da du bei mir bist und ich meinen Geist auf deine Anordnung hin äußeren Dingen zuwenden muss, bitte ich dich um die Gnade, während dieser Aufgabe bei dir bleiben zu können und dir Gesellschaft zu leisten, und damit alles zum Besten verläuft, mein Herr, arbeite bitte mit mir zusammen, nimm meine Arbeit an und akzeptiere all meine Zuneigung.“
1657 wurde ihm wegen seines Beinleidens die Arbeit als Sandalenschuster zugewiesen. Er blieb aber weiter für den Einkauf des Weins zuständig, was mühsame Bootsreisen in die Auvergne und ins Burgund erforderte. 1691 starb Bruder Lorenz 77-jährig an einer Rippenfellentzündung.

## Lehre und Rezeption
Bruder Lorenz entdeckte im Laufe seiner Zeit im Kloster einige geistliche Grundsätze, um das Eintreten in Gottes Gegenwart zu fördern. Dazu gehörten für ihn zuerst die Anbetung Gottes, das zunehmende Bewusstsein der eigenen Unwürdigkeit, die fortwährende Disziplinierung durch Gott und die Abhängigkeit von der unverdienten Gnade Gottes. Für die Praxis betonte er das Üben, um in die Gegenwart Gottes kommen und darin zu verweilen. Deshalb verstand er Handlungen zuerst als Gemeinschaftsgeschehen. Ruhig und gewissenhaft arbeiten ziele darauf ab, Gott dadurch wirken zu lassen, und das Innehalten bei der Arbeit diene dazu, Gott bewusst anzubeten.
Bereits 1692 erschien ohne Angabe des Verfassers ein Buch in Paris mit dem Titel: Spirituelle Richtlinien zum Nutzen frommer Seelen zur Erlangung der Gegenwart Gottes. Gesammelt nach einigen Manuskripten des Bruders Lorenz von der Auferstehung, Unbeschuhter Kamelit. Mit einem Abriss seines Lebens nebst einigen seiner Briefe. 1694 erschien ein zweites: Gebräuche und Gespräche des Bruder Lorenz von der Auferstehung, unbeschuhter Karmelit. Mit der Übung der Gegenwart Gottes, aus seinen Briefen zusammengefasst.
1699 und 1710 wurden diese Schriften in Niederlanden von Joseph de Beaufort, dem Generalvikar des Bischofs von Châlons-sur-Marne, herausgegeben, der Bruder Lorenz 25 Jahre im Kloster besucht und gekannt hatte. In Frankreich geriet er bald in Vergessenheit, durch Übersetzungen ins Englische wurde er unter angelsächsischen Protestanten bekannt. In Deutschland wurden die Gedanken von Bruder Lorenz anfänglich durch den reformierten Pietisten und Mystiker Gerhard Tersteegen verbreitet.